# Llista de monuments de Sant Climent de Llobregat
Llista de monuments de Sant Climent de Llobregat inclosos en l'Inventari del Patrimoni Arquitectònic Català per al municipi de Sant Climent de Llobregat (Baix Llobregat). Inclou els béns culturals d'interès local (BCIL) de caràcter arquitectònic. No n'hi ha cap inscrit en el Registre de Béns Culturals d'Interès Nacional (BCIN) amb la classificació de monuments històrics.
| Monument                                                   | Protecció | Estil/època                       | Localització                                                                                           | Coordenades                                          | Codi?     | Imatge |
| ---------------------------------------------------------- | --------- | --------------------------------- | --- | ---------------------------------------------------- | --------- | --- |
| Habitatge al carrer de l'Església, 9                       |           | Modernisme XX Inici               | Sant Climent de Llobregat C. de l'Església, 9                                                          | 41° 20′ 12″ N, 1° 59′ 47″ E / 41.336638°N,1.996252°E | IPA-19053 | Habitatge al carrer de l'Església, 9 (Sant Climent de Llobregat) · Vegeu més fotos d'aquest monument · Carregueu una nova foto d'aquest monument    |
| Església parroquial de Sant Climent de Llobregat           | BCIL 2022 | Barroc XVIII                      | Sant Climent de Llobregat C. de l'Església, 20-22                                                      | 41° 20′ 11″ N, 1° 59′ 45″ E / 41.33626°N,1.99571°E   | IPA-19054 | Església parroquial de Sant Climent (Sant Climent de Llobregat) · Vegeu més fotos d'aquest monument · Carregueu una nova foto d'aquest monument     |
| Rectoria de Sant Climent                                   |           | Gòtic, Obra popular XIV, XV, XVII | Sant Climent de Llobregat C. de l'Església, 20                                                         | 41° 20′ 10″ N, 1° 59′ 44″ E / 41.336155°N,1.995495°E | IPA-19059 | Rectoria de Sant Climent (Sant Climent de Llobregat) · Vegeu més fotos d'aquest monument · Carregueu una nova foto d'aquest monument                |
| Can Bonet                                                  |           | Obra popular XVIII, XX            | Sant Climent de Llobregat                                                                              | 41° 20′ 15″ N, 1° 59′ 59″ E / 41.33747°N,1.99965°E   | IPA-19060 | Can Bonet (Sant Climent de Llobregat) · Vegeu més fotos d'aquest monument · Carregueu una nova foto d'aquest monument                               |
| Can Bori                                                   |           | Obra popular XVIII                | Sant Climent de Llobregat                                                                              | 41° 19′ 24″ N, 1° 59′ 12″ E / 41.32329°N,1.98659°E   | IPA-19061 | Carregueu una nova foto d'aquest monument |
| Cementiri de Sant Climent de Llobregat: Capella del Fossar |           | Historicisme XIX Final            | Sant Climent de Llobregat                                                                              | 41° 19′ 56″ N, 1° 59′ 32″ E / 41.332330°N,1.992150°E | IPA-19062 | Cementiri de Sant Climent de Llobregat: Capella del Fossar · Vegeu més fotos d'aquest monument · Carregueu una nova foto d'aquest monument          |
| Can Colomer de les Valls                                   |           | Obra popular XVIII                | Sant Climent de Llobregat                                                                              | 41° 19′ 40″ N, 1° 58′ 04″ E / 41.327766°N,1.967878°E | IPA-19063 | Carregueu una nova foto d'aquest monument |
| Capella de la Mare de Déu del Roser                        |           | Obra popular 1958                 | Sant Climent de Llobregat                                                                              | 41° 20′ 06″ N, 1° 59′ 16″ E / 41.334893°N,1.98787°E  | IPA-19064 | Capella de la Mare de Déu del Roser (Sant Climent de Llobregat) · Vegeu més fotos d'aquest monument · Carregueu una nova foto d'aquest monument     |
| Masia Can Molins                                           | BCIL 2009 | Obra popular XVIII                | Sant Climent de Llobregat Camí de Viladecans a Sant Climent                                            | 41° 20′ 06″ N, 2° 00′ 07″ E / 41.335113°N,2.001963°E | IPA-19065 | Masia Molins (Sant Climent de Llobregat) · Vegeu més fotos d'aquest monument · Carregueu una nova foto d'aquest monument                            |
| Capella Miquel a la masia de Can Molins                    |           | Neoclassicisme XVIII              | Sant Climent de Llobregat Camí de Sant Climent a Viladecans                                            | 41° 20′ 06″ N, 2° 00′ 07″ E / 41.33496°N,2.002068°E  | IPA-19067 | Capella Miquel a la Masia de Can Molins (Sant Climent de Llobregat) · Vegeu més fotos d'aquest monument · Carregueu una nova foto d'aquest monument |
| Cal Punsem                                                 |           | Modernisme XX                     | Sant Climent de Llobregat Enderrocat                                                                   | 41° 13′ 35″ N, 1° 04′ 00″ E / 41.22651°N,1.06657°E   | IPA-19068 | Carregueu una nova foto d'aquest monument |
| Creu del Pedró, creu de terme                              |           | Obra popular XX                   | Sant Climent de Llobregat Turó de la Rodera, al costat del dipòsit d'aigües                            | 41° 19′ 58″ N, 1° 59′ 50″ E / 41.332748°N,1.997198°E | IPA-30858 | Carregueu una nova foto d'aquest monument |
| Creu del Cementiri                                         |           | Obra popular XX                   | Sant Climent de Llobregat Coll de la Creu, en el canvi de rasant del camí del cementiri, sobre el turó | 41° 20′ 00″ N, 1° 59′ 34″ E / 41.333443°N,1.992765°E | IPA-30860 | Creu del Cementiri (Sant Climent de Llobregat) · Vegeu més fotos d'aquest monument · Carregueu una nova foto d'aquest monument                      |

La creu del Querol es troba en el límit municipal. Vegeu la llista de monuments de Torrelles de Llobregat.